# Дикие ночи (фильм)
«Дикие ночи» (фр. Les Nuites fauves) — полуавтобиографическая драма, снятая в 1992 году Сирилом Колларом по собственному одноимённому роману (издан в 1989 году). Фильм удостоен 4 премий «Сезар».

## Сюжет
Главный герой фильма — 30-летний кинорежиссёр Жан (Сирил Коллар); бисексуал, знающий, что он болен СПИДом. Он разрывается между любовником-испанцем Сами (Карлос Лопес) и 17-летней Лаурой (Романа Боринже), но так и не может сделать выбор…

Скорее всего, фильм похож на своего создателя. Он так же неровен, разорван, заражен то страстью, то депрессией, как жизнь Коллара. Это фильм-хэппенинг, снятый иногда без дублей, всегда без «хлопушки», почти документальный фильм о повседневной жизни парижской богемы, которая вспоминает о СПИДе только когда надо отправляться на очередное обследование в больницу.
— «Искусство кино», № 1, 1994 год
Фильм стал первым во французском кинематографе, где тема СПИДа была поднята прямо, без каких-либо иносказаний.

## Премии
В 1993 году «Дикие ночи» стал первым фильмом, который боролся за «Сезар» одновременно в номинациях «лучший фильм», «лучшая режиссура» и «лучший дебют». В номинации на лучший фильм главными соперниками были «Индокитай» Режис Варнье и «Ледяное сердце» Клода Соте. В итоге фильм получил 4 «Сезара»:
- Лучший фильм — Сирил Коллар
- Лучший дебют — Сирил Коллар
- Лучший монтаж — Лиз Болье
- Актриса-надежда — Романа Боринже

Сирил Коллар умер 5 марта, за 3 дня до церемонии вручения премий.

## В ролях
- Сирил Коллар — Жан
- Роман Боринже — Лаура
- Карлос Лопес — Сами
- Коринн Блю — мать Лауры
- Клод Винтер — мать Жана
- Рене-Марк Бини — Марк
- Мария Шнайдер — Нора
- Клементин Селари — Марианна
- Жан-Кристоф Буве — Серж
- Марин Дельтерм — Сильви